# 陳琳 (歌手)
陈琳（1970年1月31日—2009年10月31日），女，重庆奉节人，中国大陆歌手，四川省舞蹈学院曲艺专业毕业。

## 生平
1993年推出首張專輯《你的柔情我永遠不懂》，便創下150萬張銷量紀錄，同時亦憑同名歌曲紅遍大江南北。之後又推出過《愛就愛了》、《別怕有我》等膾炙人口的歌曲。
2009年8月，陈琳发行了最新EP《陈琳的旅行音乐》。
2009年10月31日凌晨在北京东坝奥林匹克花园三期701号楼墜樓身亡。陈琳離世的前一天，10月30日是其前夫沈永革的生日。

## 家庭
1994年陳琳與沈永革結婚。2007年年底，陳琳與沈永革離婚。2009年7月在成都與音樂人吉他手張超峰登記結婚。

## 代表作品
1. 《你的柔情我永远不懂》：这是陈琳的成名曲。
2. 《害怕爱上你》
3. 《两个人的世界》
4. 《雨夜》
5. 《十二种颜色》
6. 《不想骗自己》
7. 《爱就爱了》
8. 《抱紧我别走》
9. 《天使的选择》
10. 《当爱已错时》[3]

## 专辑
- 《你的柔情我永远不懂》 1993年
- 《害怕爱上你》 1996年
- 《女人》 1997年
- 《陈琳》 2000年
- 《爱就爱了》 2001年
- 《不想骗自己》 2003年
- 《13131》 2005年